# アルブレヒト3世 (ブラウンシュヴァイク＝リューネブルク公)
アルブレヒト3世（Albrecht III., ? - 1385年7月28日）は、ブラウンシュヴァイク＝リューネブルク公の1人で、アスカーニエン家出身のリューネブルク侯（在位：1370年 - 1385年）。父はザクセン選帝侯ルドルフ1世の次男オットー、母はリューネブルク侯ヴィルヘルム2世の娘エリーザベト。

## 生涯
外祖父のヴィルヘルム2世は息子がなかったため、神聖ローマ皇帝カール4世に外孫のアルブレヒトの相続許可を求めたが却下された。アルブレヒトの伯父のザクセン選帝侯ルドルフ2世と叔父のヴェンツェルの影響力が及ぶ事を恐れていたためであり、ブラウンシュヴァイク＝リューネブルク公国はヴェルフ家の男系子孫が継承する決まりになっていたからである。
1369年にヴィルヘルム2世が死去し、遠縁のヴォルフェンビュッテル侯マグヌス2世が相続したが、アルブレヒトはこれを認めず、叔父のザクセン選帝侯ヴェンツェル（1370年のルドルフ2世の死後に相続）の後押しを受けてマグヌス2世との戦争を始めた（リューネブルク継承戦争）。1373年7月25日にマグヌス2世を討ち取り、その息子のフリードリヒ1世とベルンハルト1世らと和睦した。
和睦の条件として、リューネブルクはアルブレヒトが領有するが、死後はマグヌス2世の息子たちが継承する事とした。翌1374年にアルブレヒトはマグヌス2世の未亡人カタリーナと結婚、マグヌス2世の2人の息子のフリードリヒ1世とベルンハルト1世もヴェンツェルの2人の娘アンナ、マルガレーテと結婚した。以後、1385年に亡くなるまでヴェンツェルと共同でリューネブルクを治めた。

## 子女
1374年5月11日、ツェレでアンハルト＝ベルンブルク公ベルンハルト3世の娘（マグヌス2世の未亡人）カタリーナと結婚、1人娘を儲けた。
- ヘレーネ（1385年 - ?）

| 爵位・家督       | 爵位・家督                       | 爵位・家督        |
| ---------------- | -------------------------------- | ----------------- |
| 先代 マグヌス2世 | リューネブルク侯 1370年 - 1385年 | 次代 ヴェンツェル |